# Ханниган, Лиза
Ли́за Ма́ргарет Ха́нниган (Lisa Margaret Hannigan; род. 12 февраля 1981, Ирландия) — ирландская певица, композитор и музыкант. Начала свою музыкальную карьеру как член группы Дэмьена Райса. С начала сольной творческой деятельности в 2007 году выпустила альбомы Sea Sew (2008), Passenger (2011), At Swim (2016). Музыка Ханниган имеет награды и номинации как в Ирландии, так и в США.
С 2017 года Ханниган начала озвучивать Голубой Алмаз в мультсериале «Вселенная Стивена».

## Ранняя жизнь и образование
Лиза Ханниган родилась 12 февраля 1981 года в Дублине, но выросла в Килклоне (графство Мит, Ирландия). Она училась в начальной школе Scoil Oilibhéir Naofa в Килклоне и средней школе The King’s Hospital в Палмерстауне. По окончании школы поступила в Тринити-колледж в Дублине для изучения Истории искусств.

## Карьера
В 2001 году, ещё будучи студенткой, Ханниган познакомилась с Дэмьеном Райсом на концерте в Дублине.
Райс пригласил её принять участие в записи его альбома О (2002), а также более позднего «9». Некоторое время Ханниган гастролировала с Райсом в составе его группы в качестве вокалистки, а также гитаристки, бас-гитаристки и барабанщицы.
В 2007 году Лиза вернулась в Дублин и начинала сольную карьеру. Некоторые из концертных записей Лизы Ханниган можно услышать в радиоэфире. Такие как «Вилли» Джони Митчел, «Будьте моим мужем» Нины Симон, «Mercedes Benz» Дженис Джоплин и «Love Hurts» Роя Орбисона. Ханниган также выступила вживую с её собственной группой, названной Квартетом Дейзи Окелл, была приглашённой вокалисткой в записях Мика Кристофера, The Frames и Херби Хэнкока.

### Sea Sew
Дебютный альбом Sea Sew Лиза Ханниган вместе со своей группой репетировала в гараже в Thomastown. Записывался он в Дублине и был выпущен в Ирландии в сентябре 2008 года. Сингл «Lille» был доступен для свободного скачивания через интернет. Также на страничке на Myspace Лиза размещала плоды своего рукоделия, которое впоследствии использовалось для декораций в её клипах. Некоторые критики назвали Sea Sew лучшим ирландским альбомом года.
Альбом получил благоприятные отзывы в Los Angeles Times и New York Times. Релиз сингла «Lille» состоялся в августе 2008 на ирландских и американских радиостанциях. В этом же году Ханниган выступала на разогреве у певца и автора песен Джейсона Мраза в его туре по США.
Затем Лиза появилась на благотворительном проекте Even Better Than the Disco Thing и выступала дуэтом с Миком Флэннери с его новой песней «Christmas Past». В декабре 2008-го она выступила с сольным дебютом в Великобритании в St John’s Church (Лондон). Чуть позже Ханниган подписывает контракт с американской ATO Records, которая выпускает её альбом в феврале 2009 года.
«Sea Sew» был номинирован на премию Choice Music как лучший ирландский альбом на Meteor Music Awards в январе 2009 года.
В этом же году Ханниган появляется на американском телешоу Джея Лено, The Colbert Report. А также выступает на ВВС Later… with Jools Holland со своей песней «I Don’t Know». После этого «Sea Sew» поднимается в британском чате на первое место. После чего Ханниган выступает на фестивале Glastonbury '09 и отправляется на гастроли. Позднее, в 2009 году она гастролирует по США с Дэвидом Грэем и выступает с сольными шоу в Нью-Йорке, Лос-Анджелесе и Лондоне. А потом до конца года даёт туры в Ирландии. Песня «Ocean and Rock» была использована в 2009 ирландским телевидением в поддержку однополых браков озаглавленным «Sinéad’s Hand».

### Passenger
Следующий свой альбом, названный Passenger, Ханниган записала на Bryn Derwen Studios в Северном Уэльсе с продюсером Джо Генри и инженером Райаном Фриландом. В США и Канаде альбом вышел 20 сентября 2011 года, а 7 октября того же года — в Ирландии и Великобритании.
В 2012 году Ханниган выступала на Eurosonic Festival.

## Признание
Музыка Лизы Ханниган получила широкое одобрение как среди массовых слушателей, так и среди критиков Ирландии и США. В 2008 году её дебютный альбом Sea Sew был удостоен номинации на Choice Music Prize.
В своих записях Ханниган использует старые разбитые «хриплые» инструменты. О её вокале Херби Хэнкок сказал: «В её нотах и фразах есть джаз… Я имею в виду, некоторые вещи звучат, так как это сделал бы Майлз…»